# Japán galamb
A japán galamb (Columba janthina) a madarak (Aves) osztályának galambalakúak (Columbiformes) rendjébe és a galambfélék (Columbidae) családjába tartozó faj.

## Elterjedése
Megtalálható Japán, Dél-Korea, Oroszország, Kína és Tajvan területén.

## Alfajai
- Ogasawara-szigeteki galamb - A Japánhoz tartozó Bonin-szigetek területén élt. A vadászat miatt az 1980-as évek végére kihalt.